# ActionScript
ActionScript és un llenguatge de programació orientat a objectes desenvolupat originalment per Macromedia Inc. (posteriorment adquirit per Adobe). Està influenciat per HyperTalk, el llenguatge de script d'HyperCard.
S'utilitza en les pel·lícules i aplicacions Adobe Flash. El model d'objectes d'ActionScript se centra en les pel·lícules flash, per treballar amb animacions, àudio, vídeo, text i esdeveniments. La primera versió d'ActionScript es va incloure a la versió 5 de Flash.